# Пэтерсон, Дэвид
Дэвид Александр Пэтерсон (англ. David Alexander Paterson, Патерсон; 20 мая 1954, Бруклин, Нью-Йорк) — с 17 марта 2008 года по 1 января 2011 года губернатор штата Нью-Йорк, до этого с января 2007 был вице-губернатора штата, занял пост в связи со скандальной отставкой предыдущего губернатора, Элиота Спитцера. До этого с 1985 по 2006 год был сенатором штата Нью-Йорк.

## Биография
Дэвид Александер Пэтерсон (David Alexander Paterson) родился 20 мая 1954 года в нью-йоркском районе Бруклин в семье Бэзила (Basil) и Портии (Portia) Пэтерсонов. Его родители были афроамериканцами (пройдя позже генетическую экспертизу, Пэтерсон выяснил, что в его роду также были англичане и евреи). Бэзил Пэтерсон был влиятельным чернокожим политическим деятелем в штате Нью-Йорк, в 1965—1970 годах он был сенатором штата Нью-Йорк. После неудачи на выборах на пост вице-губернатора штата Бэзил Пэтерсон занимался юридической практикой, в 1978—1979 годах занимал пост вице-мэра Нью-Йорка, а с 1979 по 1982 год был государственным секретарём штата.
В трехмесячном возрасте Дэвид Пэтерсон заболел тяжелой ушной инфекцией, которая перекинулась на зрительный нерв, в результате чего он ослеп на левый глаз и практически полностью утратил зрение в правом глазу, став слепым с юридической точки зрения. Впрочем, Пэтерсон с трудом мог читать и писать, в состоянии был ходить без посторонней помощи. Несмотря на инвалидность сына, родители решили, чтобы Дэвид обязательно посещал школу для обычных детей: в 1971 году он окончил школу в нью-йоркском Хемпстеде. Как признавался впоследствии Пэтерсон, в 1970-х годах он употреблял разные наркотики, в том числе кокаин.
В 1977 году Пэтерсон получил степень бакалавра по истории в Колумбийском университете (Columbia University) и, сменив несколько работ, решил продолжить образование. В 1982 году он стал доктором права в юридической школе Университета Хофстра (Hofstra University) в Хемпстеде. После этого Пэтерсона пригласили в криминалистическое отделение адвокатского бюро нью-йоркского боро Куинс: там он около года проработал помощником адвоката, однако стать полноценным адвокатом не смог, провалившись на экзаменах на звание юриста. Причиной стало его плохое зрение: он не смог уложиться в положенное для экзамена время, поскольку вопросы ему читали, а ответы записывали под диктовку. В 1985 году он отказался от карьеры юриста и вошел в избирательный штаб друга своего отца Дэвида Динкинса (David Dinkins) на выборах президента боро Манхэттен (впоследствии Динкинс стал первым чернокожим мэром Нью-Йорка). В том же году Пэтерсон, после смерти сенатора штата Нью-Йорк Леона Боге (Leon Bogues), близкого друга Бэзила Пэтерсона, выиграл праймериз от Демократической партии США, а затем и досрочные выборы в сенат штата Нью-Йорк от того же округа, в котором в 1960-е годы представлял его отец. Пэтерсон переизбирался в сенат штата до 2003 года.
На посту сенатора штата Пэтерсон много внимания уделял борьбе с расизмом и произволу полиции по отношению к чернокожим и даже высказывал мнение о необходимости создания политической партии, которая бы представляла интересы национальных меньшинств. В 1993 году он неудачно избирался на пост общественного адвоката (главного омбудсмена) штата.
В 2002 году Пэтерсон был избран главой демократического меньшинства в сенате штата.
В 2006 году Пэтерсон стал напарником Элиота Спитцера на выборах губернатора Нью-Йорка: по мнению прессы, Спитцер выбрал Пэтерсона потому, что нуждался в поддержке его электорального ресурса, хотя по многим вопросам их мнения расходились. На голосовании, состоявшемся в ноябре 2006 года Спитцер набрал рекордные для избрания на первый срок 69 процентов голосов и после вступления в должность в январе 2007 года стал губернатором, а Пэтерсон — вице-губернатором штата. На новом посту Спитцер собирался заняться реформами, однако большинство его начинаний блокировались республиканцами в сенате штата и ассамблее. В марте 2008 года Спитцер был вынужден уйти в отставку из-за скандала, вызванного его связям с проститутками. 17 марта 2008 года, по закону, место губернатора должен был занять вице-губернатор. Таким образом, первым в истории чернокожим и слепым губернатором штата Нью-Йорк стал Пэтерсон. После вступления в должность он не критиковал Спитцера и сразу объявил о том, что будет продолжать его политику.
Во время выборов на пост президента США в 2008 году Пэтерсон поддерживал не чернокожего кандидата Барака Обаму, а сенатора от штата Нью-Йорк Хиллари Клинтон.
После начала мирового экономического кризиса в 2008 году Пэтерсон объявил о радикальных мерах по сокращению государственных расходов, которые коснулись, в первую очередь, системы образования штата. Также для борьбы с дефицитом бюджета штата, составлявшем около 4,4 миллиарда долларов, он ввел новые налоги и увеличил сборы. Несмотря на эти меры, к 2010 году дефицит бюджета вырос до 8 миллиардов долларов. Помимо этого, Пэтерсон выступал за легализацию однополых браков и запрет смертной казни в штате.
Еще в октябре 2008 года Пэтерсон объявил о том, что в 2010 году планирует избираться губернатором штата на полный срок.
3 августа 2009 года Пэтерсон внёс поправку в законодательство, согласно которой все связанные с избирательным процессом документы штата Нью-Йорк отныне переводятся на русский язык.
В феврале 2010 года Пэтерсон оказался сразу в центре двух громких скандалов. В конце 2009 года один из советников губернатора был уличен в домашнем насилии по отношению к своей подруге: после этого Пэтерсон сначала через своих подчиненных, а затем лично уговаривал потерпевшую отозвать иск, что она и сделала в феврале 2010 года. О данном событии стало известно прессе, Пэтерсона могли обвинить в давлении на свидетелей и соучастии в домашнем насилии. Другой скандал разразился, когда пресса узнала, что Пэтерсон в октябре 2009 года вместе с сыном, его другом и двумя подчиненными посетил бейсбольный матч, получив билеты в подарок, что запрещалось законом. Хотя впоследствии Пэтерсон оплатил билеты, специальная комиссия выяснила, что чек об их оплате был датирован задним числом, и в марте 2010 года прокуратура округа Олбани предъявила ему обвинения в незаконном получении подарка и использовании служебного положения для получения выгоды.
Из-за этих скандалов 26 февраля 2010 года Пэтерсон был вынужден прервать свою предвыборную кампанию и отказаться от переизбрания на губернаторский пост. Впрочем, призывы досрочно уйти в отставку Пэтерсон проигнорировал и заявил, что останется на своем посту до вступления в должность нового губернатора. 1 января 2011 года в должность губернатора штата Нью-Йорк вступил Эндрю Куомо (Andrew Cuomo). В феврале 2011 года стало известно, что Пэтерсон будет преподавать в Нью-Йоркском университете (New York University).
Пэтерсон входит в президентский совет Американского фонда слепых (American Foundation for the Blind), с 1997 по 2006 год он был генеральном директором этого фонда. Он активно выступал за развитие инвалидного спорта, был членом благотворительной организации для поддержки инвалидов-спортсменов Achilles Track Club, в 1999 году Пэтерсон участвовал в нью-йоркском городском марафоне.
Пэтерсон женился в 1992 году, его супругу зовут Мишель Пейдж (Michele Paige). В канун своего назначения губернатором Нью-Йорка Пэтерсон признался что в конце 1990-х — начале 2000-х годов их брак едва не распался из-за взаимной измены, но развода удалось избежать. У Мишель и Дэвида Пэтерсона двое детей: Эшли (Ashley) и Алекс (Alex). Младший брат Пэтерсона, Дэниел (Daniel), работает в Офисе по управлению судами штата Нью-Йорк (New York State Office of Court Administration).